# Fusarium
Fusarium is een geslacht van parasiterende schimmels die in de bodem voorkomen en die planten en dieren kunnen aantasten. Daarnaast produceren ze ook mycotoxines (trichothecenen en fumonisines) die voedsel kunnen besmetten.

## Bij planten
Bij planten veroorzaken de schimmels fusariumrot: Ze tasten de wortels aan, die hierdoor zwart worden en afsterven. Vervolgens verwelkt de hele plant en sterft af. Ook veroorzaken ze afrijpingsziekten bij granen.
Er is geen middel tegen fusariumrot. Alle aangetaste planten moeten zo snel mogelijk vernietigd worden om besmetting van nog onaangetaste planten te voorkomen. De bodem moet vervolgens gesteriliseerd worden met een bodemsterilisator.
Deze schimmels kunnen veel tuinplanten aantasten, maar zijn vooral een probleem in broeikassen, tropische tuinen en voor kwekerijen. Ook is deze ziekte te vinden in akkerbouwgewassen zoals aardappelen en granen.
Er zijn planten die resistent zijn voor fusariumrot. Een voorbeeld is Passiflora edulis f. flavicarpa die als onderstam wordt gebruikt voor de niet-resistente Passiflora edulis f. edulis met vruchten, die als smaakvoller worden beschouwd.

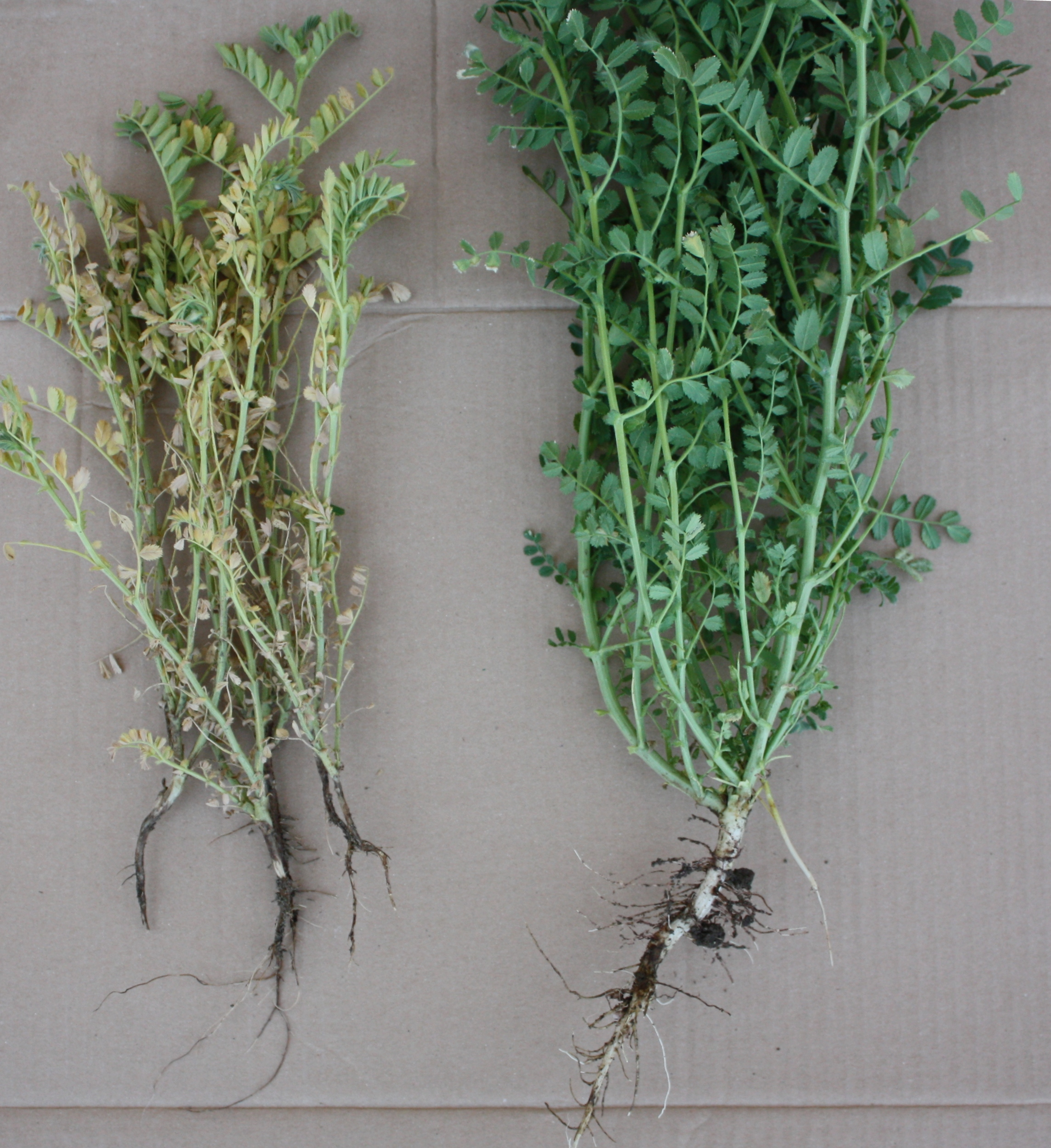
Fusarium solani f.sp. pisi bij een wikke (links)

Fusarium kan ook afrijpingsziekte bij granen, zoals bij gewone tarwe veroorzaken. De fusariumsoorten Fusarium graminearum, Fusarium culmorum en Fusarium avenaceum produceren mycotoxinen (onder meer deoxynivalenol (DON)), die schadelijk zijn voor mens en dier. Deoxynivalenol is een trichotheceen.

## Bij dieren
Bij dieren en mensen kan de schimmel voorkomen als opportunistisch pathogeen in cornea-infecties en teennagel-infecties.